# Burning (wrestling)
Burning (バーニング?) è una stable di wrestling multipromozionale, originariamente formatasi nella All Japan Pro Wrestling (AJPW) nel 1998.
La prima incarnazione del gruppo fu fondata principalmente come tag team dai co-leader Jun Akiyama e Kenta Kobashi, a cui si unirono successivamente Kentaro Shiga e Yoshinobu Kanemaru. Akiyama e Kobashi dominarono le classifiche di tag team dell'AJPW per i successivi due anni, vincendo due volte il World Tag Team Championship e due volte anche la World's Strongest Tag Determination League. Nel luglio 2000, i Burning presero parte a un esodo di massa guidato da Mitsuharu Misawa e lasciarono la AJPW per andare nella Pro Wrestling Noah, dove la stable venne rifondata quando Akiyama uscì dalla fazione e Kobashi prese diversi debuttanti sotto la sua ala protettrice. Come rappresentante della seconda Burning, Kobashi detenne il GHC Heavyweight Championship per due anni e lui e Tamon Honda vinsero il GHC Tag Team Championship in due occasioni, mentre la scuderia lanciò anche le carriere di Kenta e Go Shiozaki. Alla fine la battaglia di Kobashi contro il cancro ai reni e altre varie problematiche portarono alla silenziosa dissoluzione del gruppo.
Il Burning rinacque nella AJPW nel gennaio 2013, quando i membri originali Jun Akiyama e Yoshinobu Kanemaru, insieme a Go Shiozaki, Atsushi Aoki e Kotaro Suzuki lasciarono la Pro Wrestling Noah. La stable iniziò rapidamente a dominare la promozione, vincendo tre titoli e due tornei entro tre mesi dalla sua terza formazione. Nonostante il successo, Aoki, Shiozaki e Suzuki lasciarono tutti il gruppo prima della fine del 2013 per formare la loro nuova fazione. La stable fu quindi effettivamente sciolta quando Kanemaru se ne andò dalla AJPW alla fine del 2015.
Con l'approvazione di Kenta Kobashi, il gruppo venne riformato nella DDT Pro-Wrestling nel dicembre 2021. Questa quarta incarnazione era composta da Jun Akiyama insieme a Yusuke Okada, Yuya Koroku e il loro nuovo leader Tetsuya Endō.

## Storia

### Prima incarnazione (1998-2000)

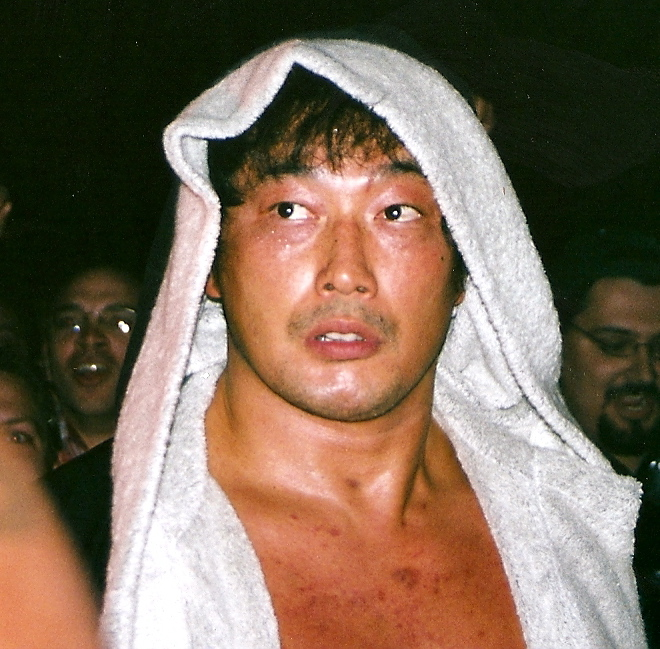
Kenta Kobashi, leader delle prime due incarnazioni dei Burning

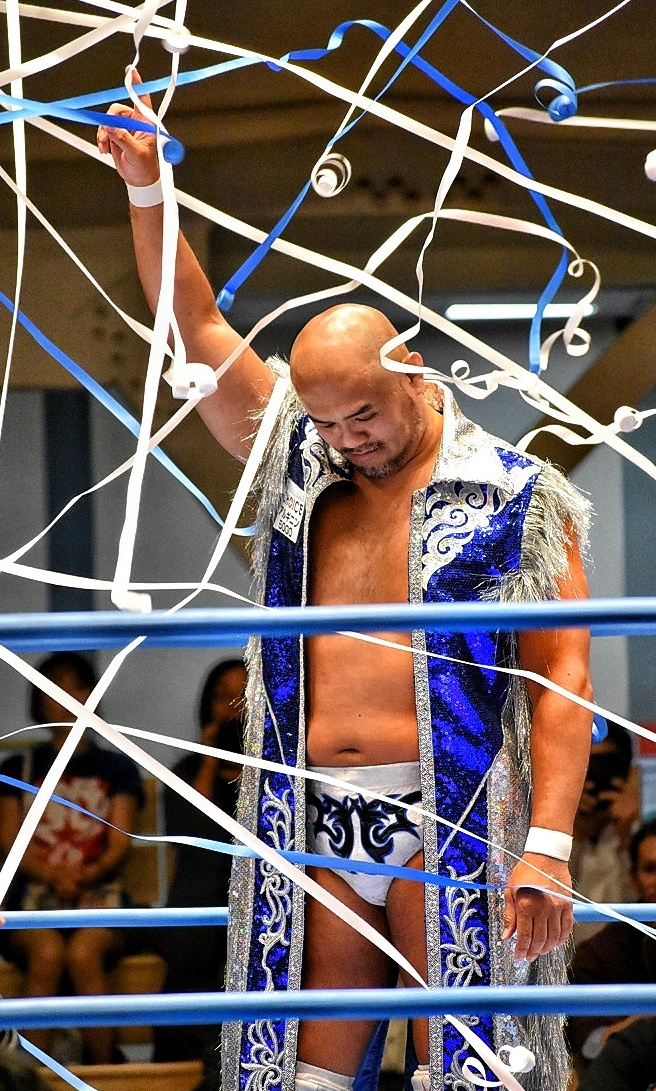
Jun Akiyama, co-fondatore e leader dei Burning

Nell'agosto 1998 nella All Japan Pro Wrestling il Triple Crown Heavyweight Champion Kenta Kobashi terminò la sua partnership con Johnny Ace e quindi decise di formare una nuova coppia con Jun Akiyama, che venne successivamente denominata "Burning". Il duo fu poi raggiunto da Kentaro Shiga e Yoshinobu Kanemaru, trasformando i Burning da tag team a stable. Insieme, Kobashi e Akiyama conquistarono in due occasioni il World Tag Team Championship, e vinsero le edizioni 1998 e 1999 della World's Strongest Tag Determination League. Attraverso la sua affiliazione con Kobashi e Akiyama, Kanemaru si guadagnò la reputazione di essere uno dei migliori giovani talenti giapponesi, vincendo il premio 1998 Rookie of the Year di Tokyo Sports, anche se aveva già debuttato due anni prima. Il Burning rimase unito fino al luglio 2000, quando Kobashi, Akiyama, Kanemaru e Shiga, insieme a molti altri wrestler, seguirono tutti Mitsuharu Misawa lasciando la AJPW per trasferirsi nella sua neonata Pro Wrestling Noah.

### Seconda incarnazione (2000-2012)
A seguito del passaggio alla Noah, la fazione Burning originale si sciolse e Kobashi prese invece sotto la sua ala protettrice i giovani lottatori Kenta e Takeshi Rikio, oltre a formare una nuova partnership con i veterani Tamon Honda e Tsuyoshi Kikuchi, creando la seconda incarnazione dei Burning. Tuttavia, questa versione cominciò a rilento, dato che Kobashi fu costretto a sottoporsi ad un intervento chirurgico a spalla e ginocchio all'inizio del 2001. Tornò sul ring nel febbraio 2002, ma nel primo match si infortunò nuovamente al crociato, e rimase fuori altri cinque mesi. Lasciato anche questo infortunio alle spalle, Kobashi guidò i Burning attraverso una rivalità con la nuova stable dell'ex alleato Jun Akiyama, la "Sternness". Nel corso del 2002, Kentaro Shiga lasciò la Sternness per tornare nei Burning e, il 14 ottobre, insieme a Kobashi e Kenta vinse l'One Day 6 Man Tag Tournament, sconfiggendo Jun Akiyama, Akitoshi Saito e Makoto Hashi in finale. Nel marzo 2003, Kobashi vinse il GHC Heavyweight Championship, che detenne per due anni interi, prima di essere sconfitto da Takeshi Rikio, nel frattempo uscito dai Burning. Nel luglio 2004, l'ultimo allievo di Kobashi, Go Shiozaki, esordì nel wrestling come nuovo membro dei Burning, affermandosi rapidamente come uno dei migliori pesi massimi. Kobashi, in coppia con Tamon Honda, vinse per la seconda volta il GHC Tag Team Championship, prima di essere costretto al momentaneo ritiro nel 2006 dopo la diagnosi di un tumore al rene. Anche se Kobashi riuscì a tornare sul ring nel dicembre 2007, nel frattempo i Burning si erano effettivamente sciolti. Il 26 febbraio 2008 Kobashi, Akiyama, Kanemaru e Shiga, i quattro membri originali del Burning, si riunirono per una sola notte, sconfiggendo Naomichi Marufuji, Mitsuharu Misawa, Mushiking Terry e Yoshinari Ogawa. Nell'aprile 2012 Go Shiozaki e Tamon Honda rispolverarono il nome Burning per partecipare alla 2012 Global Tag League. Tuttavia, vincendo solo tre dei sette incontri del torneo, non si qualificarono per le finali.

## Membri

### Attuali
- Tetsuya Endō (leader)
- Yuki Iino
- Yuya Koroku
- Kotaro Suzuki (affiliato)

### Passati
- Jun Akiyama
- Atsushi Aoki
- Tamon Honda
- Yoshinobu Kanemaru
- Kenta
- Tsuyoshi Kikuchi
- Kenta Kobashi
- Yusuke Okada
- Takeshi Rikio
- Kentaro Shiga
- Go Shiozaki
- Kotaro Suzuki
- Shuhei Taniguchi

## Titoli e riconoscimenti
- Prima incarnazione
  - All Japan Pro Wrestling
    - AJPW Triple Crown Heavyweight Championship (2) – Kobashi[25]
    - World Tag Team Championship (2) – Akiyama & Kobashi
    - Asunaro Cup (2000) – Kanemaru[26]
    - Champion Carnival (2000) – Kobashi[27]
    - One Night 6 Man Tag Team Tournament (1999) – Akiyama, Kobashi & Shiga[28]
    - World's Strongest Tag Determination League (1998, 1999) – Akiyama & Kobashi

  - Tokyo Sports
    - Best Tag Team Award (1999) – Akiyama & Kobashi[29]
    - Fighting Spirit Award (1998) – Akiyama
    - MVP Award (1998) – Kobashi
    - Rookie of the Year Award (1998) – Kanemaru
- Seconda incarnazione
  - Pro Wrestling Noah
    - GHC Heavyweight Championship (1) – Kobashi[30]
    - GHC Junior Heavyweight Championship (1) – Kenta
    - GHC Tag Team Championship (2) – Honda & Kobashi
    - One Day 6 Man Tag Tournament (2002) – Kenta, Kobashi & Shiga

  - Tokyo Sports
    - Outstanding Performance Award (2003) – Kobashi
    - Rookie of the Year Award (2000) – Rikio
- Terza incarnazione
  - All Japan Pro Wrestling
    - All Asia Tag Team Championship (2) – Aoki & Suzuki (1) e Akiyama & Kanemaru (1)[31]
    - AJPW Triple Crown Heavyweight Championship (1) – Akiyama[32]
    - World Junior Heavyweight Championship (1) – Kanemaru[33]
    - World Tag Team Championship (1) – Akiyama & Shiozaki
    - Champion Carnival (2013) – Akiyama
    - Junior Hyper Tag League (2013) – Aoki & Suzuki
    - Ōdō Tournament (2015) – Akiyama[34]

  - DDT Pro-Wrestling
    - Ironman Heavymetalweight Championship (3) – Akiyama[35][36]
- Quarta incarnazione
  - All Japan Pro Wrestling
    - All Asia Tag Team Championship (1) – Akiyama & Suzuki

  - DDT Pro-Wrestling
    - KO-D Openweight Championship (1) – Endo[37]
    - DDT Universal Championship (2) – Endo (1), Iino (1)
    - DDT Extreme Championship (1) – Akiyama
    - KO-D Tag Team Championship (1) – Endo & Iino
    - KO-D 6-Man Tag Team Championship (1) – Endo, Suzuki & Okada

  - Pro Wrestling NOAH
    - GHC National Championship (1) – Endo